# (5528) 1992 AJ
(5528) 1992 AJ es un asteroide perteneciente al cinturón exterior de asteroides descubierto el 2 de enero de 1992 por Seiji Ueda y el astrónomo Hiroshi Kaneda desde el Kushiro Marsh Observatory, Hokkaido, Japón.

## Designación y nombre
Designado provisionalmente como 1992 AJ. Fue nombrado 1992 AJ

## Características orbitales
1992 AJ está situado a una distancia media del Sol de 3,246 ua, pudiendo alejarse hasta 3,395 ua y acercarse hasta 3,098 ua. Su excentricidad es 0,045 y la inclinación orbital 16,38 grados. Emplea 2137,01 días en completar una órbita alrededor del Sol.

## Características físicas
La magnitud absoluta de 1992 AJ es 11,3. Tiene 21,001 km de diámetro y su albedo se estima en 0,137. 